# ويل بيرتولد
ويل بيرثولد (بالألمانية: Will Berthold)‏ (و. 1924 – 2000 م) هو كاتب سيناريو، وكاتب ألماني، ولد في بامبرغ، توفي في بامبرغ، عن عمر يناهز 76 عاماً.

## وصلات خارجية
- ويل بيرتولد على موقع IMDb (الإنجليزية)
- ويل بيرتولد على موقع ألو سيني (الفرنسية)
- ويل بيرتولد على موقع أول موفي (الإنجليزية)
- ويل بيرتولد على موقع قاعدة بيانات الأفلام السويدية (السويدية)
- ويل بيرتولد على موقع قاعدة بيانات الفيلم (الإنجليزية)
- ويل بيرتولد على موقع كينوبويسك (الروسية)